# نیروگاه هسته‌ای چوتکا
نیروگاه هسته‌ای چوتکا (به انگلیسی: Chutka Nuclear Power Plant) یک نیروگاه هسته‌ای در هند است که در بخش ماندلا واقع شده‌است.